# 국군보안사령부 민간인 사찰 사건
국군보안사령부 민간인 사찰 사건(國軍保安司令部民間人査察事件) 또는 윤석양 이병 양심선언 사건(尹錫洋二兵良心宣言事件)은 1990년 국군보안사령부(현재의 국군방첩사령부)에 근무하던 윤석양 이병이 보안사의 사찰 대상 민간인 목록이 담긴 디스크를 들고 탈영해 그 목록을 공개한 사건을 말한다. 이 목록에는 정계와 노동계, 종교계 등에 대한 사찰 기록이 담겨 있었으며, 이 사건을 계기로 노태우 정권 퇴진운동이 거세게 일어났다. 보안사는 이후 기무사로 이름을 바꿨으며 그 역할이 축소되었다.

## 배경

### 국군보안사령부
노태우 정권 당시, 보안사령부는 전두환 정권을 창출한 공신으로 지목되어 왔었다. 12.12 군사 반란 당시 전두환은 보안사령부 사령관직을 맡고 있었으며, 보안사는 전두환의 정권 장악에 전위대 역할을 했다. 1987년 민주화 항쟁 뒤, 보안사에 대한 재평가가 이뤄지면서 보안사는 언론통폐합, 삼청교육대사건, 각종 정치 공작과 학원 사찰 등 정치 활동에 깊숙히 개입했던 군 기관이라는 오명을 갖고 있었다. (당시 대통령이던 노태우는 1980년 전두환이 대통령이 된 뒤, 전두환의 후임으로 보안사령부 사령관을 맡았었다.) 1988년 국회에서는 16년만의 국정감사를 통해 보안사의 각종 횡포를 밝혀냈고, 대통령 산하 자문기구 행정개혁위원회는 보안사가 군 정보만 수집하도록 역할을 변경할 것을 노태우 대통령에 건의했다. 하지만 2년 뒤 벌어진 윤석양 이병의 양심선언은 정치권의 노력에도 불구하고 보안사의 역할이나 태도가 크게 변화하지 않았음을 보여준 사건이었다.

### 혁노맹 사건
윤석양은 한국외국어대학교 러시아어과 85학번으로 학생운동으로 4학년 2학기에 제적되어 군 복무를 하게 됐다. 신병교육 뒤인 1990년 7월 3일, 윤석양은 보안사 서빙고분실로 연행되어 '혁명적 노동자계급투쟁동맹'(이하 혁노맹)에서의 활동에 대한 조사를 받게 되었다. 보안사의 협박에 못이긴 윤석양은 혁노맹 간부 1인의 소재지를 알려주었고, 이 후 혁노맹 수사에 홍대에서 모임을 가졌다는 사실을 알려주는 등 조금씩 협조했다.
7월 19일, 보안사 수사관들은 윤석양을 변장시켜 홍대 앞이 보이는 2층 카페로 데려가 혁노맹 관계자를 지목하도록 했고, 윤석양의 도움으로 혁노맹 관련자들을 체포할 수 있었다. 이 후, 보안사 수사관들은 윤석양을 조금씩 신임하게 되었고, 보안사에서는 8월 22일, 현역군인 10명이 포함된 '혁노맹' 사건을 발표했다. 윤석양은 탈영 이후, 혁노맹은 1990년 3월에 자진해체했으며, 계속 활동했다는 보안사의 발표 내용은 조작이라고 밝혔다.
이후 윤석양은 보안사 분석반으로 옮겨져 혁노맹에 대한 수사 보고서 작성과 사노맹에 대한 자료 정리를 도왔다. 하지만 9월 22일, 말 지의 10월호에서 "보안사의 혁노맹 사건 조작 진상"이라는 기사를 내보내자 보안사의 한 계장이 윤석양에게 이중스파이가 아니냐고 물었다. 이에 불안감을 느낀 윤석양은 9월 23일 새벽 2시, 보안사의 민간인 사찰 관련 색인표와 디스켓을 가지고 보초 교대 시간을 틈타 보안사를 탈출해 한국기독교교회협의회 인권위에 은신했다.

### 청명계획
청명계획은 1989년 3월 당시 보안사령부가 친위쿠데타를 성공시키는 데 방해가 될 만한 반정부인사 목록을 만들고 이들을 개별적으로 사찰해 비상계엄이 선포되는 D-데이 전후로 전원 검거한다는 예비검속 작전명이다.
보안사 3처(우종일 처장·김용성 과장)는 1989년 4월 계엄에 대비해 각계 주요인사 923명의 인적사항·예상 도주로·예상 은신처·체포조 등이 기재된 청명카드를 작성하고 계엄시 이들을 검거·처벌하기 위한 청명계획을 수립했다. 보안사 3처 ‘청명 태스크포스’의 ‘청명’ 대상자 선정과 등급분류는 공안합수부 정책협의회에서 검찰·경찰의 좌익인사 자료와 보안사의 좌익인사 명단과 등급 등을 참조해 작성했다. 청명카드 작성작업을 완료한 뒤 1989년 8월 을지훈련 기간에 8개 부대를 선정해 도상훈련까지 실시했다.
이어 보안사 3처 6과 분석반은 1990년 10월 보안사 민간인 사찰을 폭로한 윤석양 사건이 발생하기 전까지 ‘청수(동향파악)’대상자라는 가명칭으로 민간인 1,300여명에 대해 공개 자료와 예하 보안부대의 ‘동향관찰보고서’ 등을 바탕으로 개인별 신상자료철을 작성·관리했다.

## 폭로 내용
1990년 10월 4일, 윤석양은 보안사 탈영 시에 가지고 나온 동향파악 대상자 색인표 1,303장, 4명(노무현, 문동환, 이강철, 박현채)에 대한 개인신상카드, 개인별 동향파악 내용이 들어있는 컴퓨터 디스켓 30장(447명분)을 공개했다. 이 자료에서는 대상자를 A, B, C, D 네 등급으로 나누고 주요활동을 파악하고 있었으며, 사찰 활동을 통해 얻어진 내용을 컴퓨터에 기록하고 있었다. 개인신상카드에는 인적사항, 가족사항, 해외여행 관계, 교우 및 배후 인물 등 9개 항목으로 나뉘어 기록되어 있었으며, 자택의 담장 높이, 비상 탈출구, 예상도주로 및 은신처까지 들어있었다. 사찰 대상에는 김영삼, 김대중, 노무현 등의 정치인들을 비롯해 김수환 추기경, 윤공희 천주교 광주 대교구장, 김관석 목사, 박형규 목사 등 종교계 인사까지 포함되어 있었다. 10월 12일, 윤 이병은 정계, 노동계, 종교계 등 사회 각계에 있는 40여명의 프락치 명단을 가지고 있다고 밝히며, 과오를 반성하지 않으면 폭로하겠다고 말하기도 했다.
윤석양은 보안사에서 "현실문화사"라는 잡지사를 운영하며 "현실초점"이라는 계간지를 냈으며 이는 기자 신분이 취재원에 접근하기 쉽기 때문이라고 증언했고, 실제 "현실문화사"라는 잡지의 편집장은 보안사의 군무원이었던 것으로 밝혀졌다. 윤 이병은 "보안사가 정보수집을 위해 경영하고 있는 위장술집이 신림동 어디에 있다"고 말했고, 한 언론사는 동사무소를 통해 추적한 끝에 장교는 지배인으로, 사병은 웨이터로 근무하는 등 보안사 관계자들이 운영하는 위장카페 '모비딕'을 찾아내기도 했다.
10월 23일, 보안사는 서빙고 분실을 폐쇄하겠다고 밝혔으나, KNCC 인권위는 윤석양 이병의 말을 빌어서 보안사가 원래 인천으로 이동하려는 계획이 있었다고 반박했다.

## 폭로 이후
폭로 이후인 10월 7일, 평민당 총재 김대중은 내각제 개헌 포기, 지방자치제 실시, 보안사 해체, 민생 안정을 요구하며 단식에 들어갔다. 다음 날, 노태우 대통령은 이상훈 국방장관과 조남풍 보안사령관을 전격 경질했으나, 학생들과 야당(평민, 민주, 국민연합)은 노태우 정권의 퇴진을 주장하는 집회를 열었다.
10월 13일 노태우 대통령은 "범죄와 폭력에 대한 전쟁"을 선포했으나, 이는 민간인 사찰 사건에 대한 국민적 분노를 피해가기 위해 급조된 것으로 국민을 통제하고자 기획된 조작술의 성격이 강하다는 지적도 있다.
윤석양은 2년 가까이 도피한 끝에 1992년 9월 23일 대구에서 붙잡혀 구속되어 육군고등군사법원에서 징역 2년을 선고받았다.
사찰 대상이었던 사람들은 국가를 대상으로 1991년 손해배상 청구소송을 냈으며, 1998년 7월, 대법원은 국가가 각 2백만원씩, 총 2억9천만원의 위자료를 지급하라고 판결했다.

## 같이 보기
- 국무총리실의 민간인 사찰 사건
- 삼성 비자금 관련 폭로
- 청명계획
- 대한민국의 영화 《모비딕》은 이 사건에서 모티브를 얻어 제작했다. 영화의 제목 《모비딕》은 보안사가 정보수집을 위해 서울대학교 근처에서 운영했던 위장 카페의 이름과 같다.[18]
- 녹화사업 (제5공화국)
- 국가보안본부

## 참고 문헌
1. ↑  보안사, 5공 산실 멍에 벗어날 때, 동아일보, 1988-11-28
2. ↑  行政委(행정위)건의 安企部(안기부) 정치사찰 금지 保安司(보안사) 軍(군)정보만 수집, 매일경제, 1988.11.29
3. 1 2  동료 배반 고민 끝 2중스파이 결심, 동아일보, 1990-10-4, 14면
4. ↑  혁명적 노동자계급투쟁동맹(혁노맹) 사건(1990년 8월)[깨진 링크(과거 내용 찾기)], 올바른 과거청산을 위한 범국민 위원회, 2004-10-15
5. ↑  혁노맹 사건은 조작, 동아일보, 1990-11-14
6. ↑  삼성비자금 특검사태가 총선정국에 주는 함의(含意) 보관됨 2013-12-15 - 웨이백 머신, 2008-03-05
7. ↑  과거사위 "1989년 보안사가 친위쿠데타 준비"
8. ↑  보안사, 정치인 등 1300명 사찰, 경향신문, 1990-10-5
9. ↑  "보안사 프락치 40여명 명단 소지", 경향신문, 1990-10-13
10. ↑  정보 수집위해 잡지사도 운영, 경향신문, 1990년 10월 9일
11. ↑  이근안 ‘얼굴’잡고 이문옥 특종 땄다 보관됨 2013-12-15 - 웨이백 머신, 시사저널, 1991-04-18
12. ↑  "서빙고 분실 이미 폐쇄, 인천으로 이전할 계획" 기독교협 비난, 경향신문, 1990-10-24
13. ↑  김대중 총재 무기한 단식, 경향신문, 1990-10-8
14. ↑  사찰 파문 조기 진화 포석, 경향신문, 1990-10-8
15. ↑  한국 현대사 산책 1990년대편 1권, 강준만, 인물과 사상사, 2006
16. ↑  윤석양씨 2년 선고, 동아일보, 1993-2-9
17. ↑  보안사 민간인사찰 손해배상 확정판결, 문화일보, 1998-07-29
18. ↑  <개봉작> 음모론 다룬 '모비딕' 연합뉴스 2011년 6월 8일